# Vila Boa (Mirandela)
Vila Boa ist ein Ort und eine ehemalige Gemeinde im Nordosten Portugals.

## Geschichte
Der heutige Ort entstand vermutlich im Zuge der mittelalterlichen Reconquista.
Ab 1890, gesetzlich ab 1936 wurde die Gemeinde Vila Boa aufgelöst und Franco angegliedert. 1957 wurde Vila Boa wieder eigenständig, bis zur Gemeindereform 2013, als beide Gemeinden zu einer neuen Gesamtgemeinde zusammengefasst wurden.

## Verwaltung
Vila Boa war Sitz einer gleichnamigen Gemeinde (Freguesia) im Kreis (Concelho) von Mirandela im Distrikt Bragança. Die Gemeinde hatte 95 Einwohner und eine Fläche von 9,21 km² (Stand 30. Juni 2011).
Die Gemeinde bestand aus zwei Ortschaften:
- Quinta da Gricha
- Vila Boa

Mit der Gebietsreform vom 29. September 2013 wurden die Gemeinden Vila Boa und Franco zur neuen Gemeinde União das Freguesias de Franco e Vila Boa zusammengeschlossen. Franco ist Sitz dieser neu gebildeten Gemeinde.